# Who Wants to Be a Millionaire (Hoa Kỳ)
Who Wants to Be a Millionaire (thường được gọi 1 cách vắn tắt là Millionaire) là một trò chơi truyền hình của đài ABC dựa trên chương trình cùng tên đến từ Anh do David Briggs, Steven Knight và Mike Whitehill sáng tạo và phát triển tại Hoa Kỳ bởi Michael Davies. Mục đích chính của trò chơi giành giải thưởng cao nhất trị giá 1,000,000 đô la Mỹ bằng cách trả lời một loạt câu hỏi trắc nghiệm. Chương trình này là một trong những phiên bản thành công nhất của nhượng quyền Who Wants to Be a Millionaire?.
Chương trình đã có nhiều thay đổi về định dạng và lối chơi trong thời gian chạy và kể từ khi ra mắt, đã có mười hai thí sinh đã trả lời đúng tất cả các câu hỏi và giành giải cao nhất. Là game show đầu tiên của Mỹ có giải thưởng lên đến hàng triệu đô la, chương trình đã làm nên lịch sử truyền hình khi trở thành một trong những game show có tỷ suất người xem cao nhất trong lịch sử truyền hình Hoa Kỳ. Who Wants to Be a Millionaire đã giành được bảy giải thưởng Daytime Emmy và TV Guide ở vị trí thứ 6 trong danh sách 60 game show hay nhất mọi thời đại năm 2013.

## Lịch sử
Who Wants to Be a Millionaire được phát sóng lần đầu tiên trên kênh truyền hình ABC vào ngày 16 tháng 8 năm 1999, với dẫn chương trình đầu tiên là Regis Philbin. Phiên bản tại đây đã trở thành chương trình truyền hình có lượng rating cao nhất giai đoạn 1999-2000, thu hút lượng người xem cao nhất lên đến 29 triệu người. Tuy vậy sau đó, việc phát sóng chương trình mỗi tuần một số phát sóng liên tục khiến khán giả dần ngán ngẩm với chương trình, chính vì vậy Đài đã quyết định hủy chương trình và phát sóng tập cuối vào ngày 27 tháng 6 năm 2002. Sau đó, một phiên bản mới của chương trình, phát sóng theo mùa, lên sóng lần đầu vào ngày 16 tháng 9 năm 2002, với người dẫn chương trình Meredith Vieira. Cô đã dẫn chương trình này suốt 11 mùa phát sóng, trước khi rời khỏi chương trình vào tháng 5 năm 2013. Sau đó lần lượt Cedric Anderson Kyles và Terry Crews lần lượt làm dẫn chương trình vào các mùa phát sóng năm 2013 và 2014 ,và rồi Chris Harrison trở thành dẫn chương trình từ mùa thu năm 2015 đến năm 2019.
Ngày 8 tháng 4 năm 2020, chương trình lên sóng trở lại trên đài ABC, với danh hài Jimmy Kimmel điều khiển chương trình. Tập đầu tiên của mùa thứ 21 lên sóng vào lúc 22 giờ miền Đông Hoa Kỳ (9h sáng ngày 9 tháng 4 năm 2020 theo giờ Việt Nam). Chương trình được phát sóng vào lúc 22 giờ thứ 4 hằng tuần (giờ miền Đông Hoa Kỳ), sau chuyển lên 20 giờ thứ 5 hằng tuần, bắt đầu từ ngày 30 tháng 4 năm 2020 (tức 7h sáng thứ 6, theo giờ Việt Nam). Ban đầu, mùa thứ 21 có tám tập được ghi hình và phát sóng. Tuy nhiên, do sự trở lại của chương trình rất thành công và nhận được nhiều phản hồi tích cực từ phía khán giả, ABC và các đơn vị sản xuất chương trình quyết định tổ chức ghi hình và phát sóng thêm ba tập mới cho mùa thứ 21. Mùa thứ 22 của chương trình bắt đầu lên sóng từ ngày 18 tháng 10 năm 2020.

### Ý tưởng
Khi chương trình lần đầu tiên được hình thành vào năm 1998, lúc đó Michael Davies là một nhà sản xuất truyền hình trẻ tuổi đang đảm nhiệm vai trò giám đốc bộ phận chương trình thực tế ít được chú ý của ABC (ở thời điểm trên, truyền hình thực tế chưa trở thành một hiện tượng ở Mỹ). Cũng vào thời điểm nêu trên, ABC đang nắm giữ vị trí thứ ba trong bảng xếp hạng chỉ số xếp hạng giữa các mạng phát sóng của Hoa Kỳ, và đang trên đà đánh mất vị thế là một trong ba mạng truyền hình lớn nhất tại Hoa Kỳ hay "Big Three" (tạm dịch: Ba Ông Lớn). Trong khi đó, mức độ phổ biến của các game show ở mức thấp nhất mọi thời đại, và ngoại trừ The Price Is Right (phiên bản gốc của chương trình Hãy chọn giá đúng), thể loại này không có trong lịch phát sóng hàng ngày của các nhà đài vào thời điểm đó. Trước đó, Davies là người sáng tạo chương trình Debt (tạm dịch: Món nợ) cho Lifetime Television; đồng thời, ông đã cùng với Al Burton và Donnie Brainard tham gia sáng tạo Win Ben Stein's Money cho Comedy Central. Vì các lẽ trên, Davies quyết định tạo một chương trình trò chơi vào khung giờ vàng để cứu ABC khỏi sự sụp đổ đồng thời hồi sinh sự quan tâm của khán giả đến các chương trình trò chơi.
Davies ban đầu xem xét việc hồi sinh chương trình đố vui đã dừng sóng từ lâu của CBS, $64,000 Question (tạm dịch: Câu hỏi trị giá 64.000 đô la), ban đầu giao cho ABC phát sóng. Tuy nhiên, nỗ lực này bị hạn chế vì khi nhà sản xuất nghe tin phiên bản gốc của chương trình chuẩn bị ra mắt, ông đã nhờ bạn bè và những người thân ở Anh tới tham dự và ghi hình chương trình, và sau đó đã nhận được khoảng tám gói FedEx từ các thành viên khác nhau trong gia đình, mỗi người chứa một bản sao của tập đầu tiên chương trình Millionaire. Davies bị thu hút bởi mọi thứ mà ông đã thấy và nghe từ người dẫn chương trình ở phiên bản gốc, Chris Tarrant, cùng với sự tham gia nhiệt thành của người chơi và sự độc đáo của hệ thống ánh sáng và các bản nhạc của chương trình, khiến ông quyết định từ bỏ công việc của mình trong việc hồi sinh $ 64,000 Question để chuyển sang giới thiệu Millionaire với các đài truyền hình của Mỹ, tin rằng nó sẽ trở nên cực kỳ nổi tiếng.
Khi Davies trình bày các ý tưởng của mình về Millionaire cho ABC, ban đầu các giám đốc điều hành của nhà đài đã từ chối ý tưởng này. Do vậy, ông đã từ chức ở đó và trở thành nhà sản xuất độc lập. Quyết tâm đưa ý tưởng của mình cho chương trình để đơm hoa kết trái, Davies đã quyết định đặt cược sự nghiệp của mình trên Millionaire, và bước chuyển đầu tiên mà ông đã được lên kế hoạch để đưa một loạt nhân vật nổi tiếng tham gia dẫn dắt chương trình. Cùng với Regis Philbin, một số nhân vật truyền hình nổi tiếng khác đã được xem xét cho các vị trí dẫn chương trình Millionaire trong quá trình phát triển của nó, bao gồm Peter Jennings, Bob Costas, Phil Donahue và Montel Williams; nhưng trong số những người được cân nhắc, Philbin là người muốn công việc nhất, và khi ông xem một tập của Ai là triệu phú phiên bản Anh và bị cuốn hút bởi nội dung, Davies và nhóm cuối cùng đã quyết định Philbin sẽ là dẫn chương trình cho phiên bản Hoa Kỳ. Khi Davies tiếp cận ABC một lần nữa sau khi thuê Philbin, mạng lưới này cuối cùng đã đồng ý tiếp nhận phát sóng Ai là triệu phú Hoa Kỳ. Với việc tổ chức sản xuất đã sẵn sàng bắt đầu, nhóm chỉ có năm tháng để hoàn thành việc phát triển chương trình và đưa nó ra mắt, với Davies yêu cầu sự hoàn hảo trong mọi yếu tố sản xuất của Millionaire.

### Tuyển chọn
Với một vài trường hợp ngoại lệ, bất kỳ cư dân hợp pháp nào của Hoa Kỳ từ 18 tuổi trở lên đều có tiềm năng trở thành một thí sinh thông qua quá trình tuyển chọn người chơi. Những người không đủ điều kiện bao gồm nhân viên, thành viên gia đình hoặc hộ gia đình trực tiếp và những người quen thân của Sony Pictures Entertainment, Disney, hoặc bất kỳ chi nhánh hoặc công ty con nào tương ứng; các đài truyền hình phát sóng phiên bản dành cho địa phương; hoặc bất kỳ đại lý quảng cáo hoặc công ty hoặc tổ chức nào khác tham gia vào việc sản xuất, quản lý hoặc đánh giá chương trình, các ứng cử viên cho văn phòng chính trị và các cá nhân đã xuất hiện trên một chương trình trò chơi khác bên ngoài nhà đài vốn được phát sóng trong năm qua, dự định phát sóng trong năm tới hoặc đã chơi trò chơi chính trên bất kỳ chương trình nào của Hoa Kỳ hoặc phiên bản Millionaire của Canada.
Các thí sinh tiềm năng của phiên bản hàng ngày ban đầu phải cạnh tranh trong một cuộc thi qua điện thoại để họ quay số miễn phí và trả lời ba câu hỏi bằng cách sắp xếp các sự vật hoặc sự kiện theo thứ tự. Người gọi có mười giây để nhập lệnh trên bàn phím, với bất kỳ câu trả lời sai nào sẽ kết thúc trò chơi / cuộc gọi. 10.000 đến 20.000 thí sinh trả lời đúng cả ba câu hỏi được chọn vào một cuộc bốc thăm ngẫu nhiên, trong đó có khoảng 300 thí sinh cạnh tranh cho mười vị trí trong chương trình bằng cách sử dụng cùng một phương pháp trắc nghiệm trên điện thoại.  Chỗ ở cho các thí sinh bên ngoài khu vực đô thị New York bao gồm dịch vụ đưa đón khứ hồi và chỗ ở khách sạn, với vé máy bay được sử dụng cho các thí sinh không đến từ các khu vực Đông bắc Hoa Kỳ.
Các thí sinh tiềm năng của phiên bản dành cho địa phương, tùy thuộc vào các lần thử, được yêu cầu phải vượt qua bài kiểm tra điện tử bao gồm một bộ ba mươi câu hỏi phải được trả lời trong thời hạn 10 phút. Những thí sinh không đạt trong bài kiểm tra sẽ bị loại, trong khi những người vượt qua được phỏng vấn cho một buổi thử giọng bởi các nhân viên sản xuất, và những người gây ấn tượng với nhân viên nhất sau đó được thông báo bằng thư bưu điện rằng họ đã được đưa vào một nhóm để có thể lựa chọn làm thí sinh. Theo quyết định của nhà sản xuất, các thí sinh từ nhóm nói trên được chọn để xuất hiện trên các tập thực tế của chương trình hợp tác; Những thí sinh này đã được nhân viên gọi điện thoại và yêu cầu xác nhận thông tin trong đơn đăng ký ban đầu của họ và xác minh rằng họ đáp ứng tất cả các yêu cầu về tính đủ điều kiện. Sau đó, họ được cho một ngày để đi đến cơ sở ghi hình của chương trình để tham gia vào một tập đã lên lịch của chương trình. Không giống như phiên bản ABC, phiên bản này không cung cấp dịch vụ vận chuyển hoặc chỗ ở khách sạn cho các thí sinh với chi phí của công ty sản xuất; các thí sinh của phiên bản đó thay vào đó phải tự đặt nơi ở tạm trú và các phương tiện di chuyển cho riêng mình.
Phiên bản địa phương cũng thực hiện các cuộc gọi tuyển chọn mở ở nhiều địa điểm khác nhau trên khắp Hoa Kỳ để tìm kiếm các thí sinh tiềm năng. Chúng được tổ chức vào cuối mùa xuân hoặc đầu mùa hè, với tất cả các ngày và địa điểm được đăng trên trang web chính thức của chương trình. Các nhà sản xuất không đảm bảo về số lượng ứng viên sẽ được kiểm tra tại mỗi địa điểm cụ thể; tuy nhiên, chương trình sẽ không kiểm tra bất kỳ quá 2.500 cá nhân nào mỗi ngày thử giọng.
Trong trường hợp chương trình có các tập theo chủ đề với hai người chơi thành một đội, các đợt tuyển chọn cho các thí sinh của các tập này sẽ được thông báo trên trang web của chương trình. Cả hai thành viên của nhóm phải vượt qua bài kiểm tra viết và phỏng vấn thử giọng thành công để được xem xét lựa chọn. Nếu chỉ có một thành viên của đội vượt qua, người đó sẽ được đưa vào nhóm thí sinh một mình và phải tiếp tục quá trình thử giọng với tư cách cá nhân để tiếp tục.
Việc tuyển chọn này đang được phiên bản của Việt Nam sử dụng, với 1 số ngoại lệ đáng chú ý:
- Trong phần thi trắc nghiệm, có tổng số 100 câu hỏi được in trên một tờ giấy thi. Các thí sinh ở vòng loại có 20 phút để kết thúc bài thi. Nếu trả lời đúng ít nhất 70 câu hỏi trong số 100 câu hỏi, họ sẽ được vào vòng phỏng vấn.
- Trong vòng phỏng vấn, nhân viên sản xuất sẽ hỏi các thí sinh tiềm năng một số câu hỏi trong 10 phút. Sau một tuần kể từ vòng phỏng vấn, chương trình sẽ gọi cho họ, để thông báo rằng họ sẽ đứng ở hàng ghế các ứng viên tham gia vòng thi bấm bàn phím nhanh trong chương trình.

### Nhạc hiệu và âm thanh
Cho đến năm 2010, bộ nhạc hiệu và nhạc nền (bao gồm nhạc nền câu hỏi, nhạc tính giờ, trả lời đúng,...) của chương trình do hai cha con nhạc sĩ người Anh Keith và Matthew Strachan sáng tác, biên soạn và hoà âm phối khí.
Trong Phiên bản Đồng hồ, những giai điệu của cha con nhà Strachan vẫn được phát lên bình thường nhưng với âm lượng nhỏ hơn, lồng vào đó là những giai điệu "tích tắc" ma mị của đồng hồ đếm giờ để phù hợp với tính chất và luật chơi ở đây. Khi phiên bản Trộn bắt đầu lên sóng năm 2010, những giai điệu mới được thay thế có phần bớt căng thẳng hơn được viết bởi Jeff Lippencott và Mark T. Williams. Hai người này sáng lập một hãng sản xuất âm nhạc có trụ sở ở Los Angeles mang tên Ah2 Music. Tuy nhiên, cũng giống như phiên bản Anh, khi chương trình quay trở lại vào năm 2020, những bản nhạc của hai cha con nhà Strachan được phát lên thay thế.

## Luật chơi

### Phiên bản gốc (1999–2008, 2020–nay)
Từ năm 1999 đến năm 2002, trong mỗi lượt chơi, 10 ứng viên sẽ tham gia vòng Bấm bàn phím nhanh trước khi chọn ra người chơi chính cho chương trình. Họ phải trả lời một câu hỏi bằng cách sắp xếp các phương án A, B, C, D theo thứ tự đúng trong vòng 20 giây (1999-2001 và 2004) và 10 giây (năm 2009). Sau 20 giây máy tính sẽ đưa ra kết quả đúng và sau đó, sẽ xác định ra người trả lời đúng và nhanh nhất sẽ được chọn làm người chơi chính (NCC) ngồi trên chiếc "ghế nóng" ở giữa sân khấu cùng với người dẫn chương trình.
Trong các chương trình phát sóng vào năm 2002, phần Bấm bàn phím nhanh không diễn ra do thời lượng phát sóng chỉ là 45 phút (so với trước đó là 60 phút). Vì thế, sẽ có một vòng loại diễn ra trước buổi ghi hình để chọn ra thứ tự trở thành người chơi trong buổi ghi hình phát sóng chính thức và sau đó, những người chơi sẽ chơi theo luật "Xếp hàng". Tuy vậy, phần chơi này vẫn xuất hiện trong các chương trình đặc biệt như Who Wants to Be a Super Millionaire (Ai muốn trở thành siêu triệu phú) với trị giá giải thưởng cao nhất lên đến 10,000,000 đô la Mỹ – một trong những giải thưởng lớn nhất trong lịch sử phát sóng các chương trình trò chơi truyền hình ở Hoa Kỳ, hay phiên bản kỉ niệm 10 năm phát sóng vào tháng 8 năm 2009.
Năm 2020, phiên bản truyền thống (từ 2002 đến 2008) được áp dụng trở lại, nhưng với một số thay đổi. Theo đó, người chơi chính được phép mời một người thân tới chương trình để hỗ trợ cho mình. Người này sẽ ngồi ở vị trí tương tự với vị trí của các ứng viên tham gia vòng Bấm bàn phím nhanh trước đó. Từ câu 10 trở đi, người chơi có một quyền được đổi một sự trợ giúp bất kỳ chưa được sử dụng ở những câu hỏi trước đó để tiếp tục nhận sự hỗ trợ của người thân đi cùng. Từ nửa cuối mùa thứ 21, người chơi có quyền được chọn quy đổi một trong những quyền trợ giúp chưa được sử dụng để nhận sự hỗ trợ của người thân đồng hành, hoặc giữ nguyên số quyền trợ giúp hiện có và tiếp tục cuộc chơi mà không cần sự hỗ trợ của người thân.

### Phiên bản Đồng hồ (2008–2010)
Năm 2008, phiên bản Mỹ áp dụng luật chơi mới. Theo đó, người chơi sẽ phải suy nghĩ trả lời câu hỏi trong một khoảng thời gian nhất định:
- Câu 1 - 5: 15 giây
- Câu 6 - 10: 30 giây
- Câu 11 - 14: 45 giây
- Câu 15: 45 giây + thời gian người chơi chưa sử dụng ở các câu hỏi trước mà máy tính ghi lại.

Một điểm khác biệt của format này là câu hỏi được đưa lên trước, sau đó các phương án trả lời A, B, C, D đồng thời được đưa lên và thời gian sẽ được tính từ đây. Thời gian sẽ dừng lại khi người chơi dùng một quyền trợ giúp. Điều này đòi hỏi người chơi ngay từ đầu phải đọc thật nhanh các phương án trả lời để suy nghĩ trả lời. Nếu trả lời sai sẽ trở về mốc quan trọng trước đó, nhưng nếu hết thời gian thì người chơi sẽ ra về với số tiền như khi dừng cuộc chơi.
Nhiều quốc gia sau đó đã áp dụng luật này (với một số thay đổi nhỏ) như phiên bản Anh từ 3 tháng 8 năm 2010 đến 4 tháng 2 năm 2014, phiên bản Ấn Độ từ ngày 11 tháng 10 năm 2010 đến nay. Phiên bản Thổ Nhĩ Kỳ từ 02/08/2011 - nay và Israel từ 2021.

### Phiên bản Trộn (2010–2015)
Từ ngày 13 tháng 10 năm 2010, phiên bản Mỹ ra mắt luật chơi mới. Theo đó, phần chơi của NCC (được tuyển chọn trước khi lên sóng) được chia thành 2 vòng chơi với tổng cộng 14 câu hỏi.
- Vòng 1 - Shuffle Millionaire Round: Trước tiên, NCC sẽ nhận được một "Tài khoản". Sau đó, NCC sẽ được xem một thang tiền thưởng gồm 10 nấc giá trị tiền thưởng từ $ 100 đến nấc cao nhất $ 25,000. Các nấc này sẽ bị xáo trộn vị trí mà NCC không được biết kết quả. Sẽ có một bảng gồm 10 chủ đề tương ứng với 10 câu hỏi với độ khó ngẫu nhiên. Vị trí của các chủ đề này cũng sẽ bị đảo lộn nhưng công khai cho NCC biết kết quả. NCC sẽ lần lượt trả lời 10 câu hỏi với nội dung mỗi câu tương ứng với mỗi chủ đề đã được chọn. Trả lời đúng 1 câu hỏi, màn hình sẽ hiển thị giá trị tiền thưởng tương ứng của câu hỏi đó, sau đó sẽ được gửi vào "Tài khoản" và cộng dồn với số tiền thưởng có sẵn trong "Tài khoản" từ việc trả lời đúng những câu hỏi trước. Người chơi có thể được nhận số tiền tối đa là $ 68,600. NCC có thể dừng cuộc chơi giữa chừng và nhận một nửa số tiền trong "Tài khoản". Nếu trả lời sai bất kỳ câu nào trong vòng 1, người chơi sẽ ra về với số tiền $ 1,000.[21]. Sau khi trả lời đúng hết 10 câu hỏi ở vòng 1 và nhận được toàn bộ số tiền từ thang tiền thưởng, NCC được xem là vượt qua vòng 1 và bước vào vòng 2.[21]
- Vòng 2 - Classic Millionaire Round: Vòng này áp dụng luật chơi của Phiên bản Truyền thống. NCC sẽ trả lời 4 câu hỏi. Trả lời đúng 1 câu, giá trị tiền thưởng tương ứng của câu hỏi đó sẽ trở thành số tiền thưởng trong "Tài khoản" của NCC. NCC có quyền dừng cuộc chơi và ra về với toàn bộ số tiền có trong "Tài khoản". Trả lời sai, NCC sẽ ra về với $ 25,000 tiền thưởng. Trả lời đúng tất cả các câu hỏi trong Vòng 2, NCC coi như "Chiến thắng" toàn bộ trò chơi và ra về với số tiền tối đa $ 1,000,000.

### Format "bán truyền thống" (2015 – 2019)
Từ mùa thứ 14 (phát sóng từ 14 tháng 9 năm 2015), phiên bản Mỹ ra mắt luật chơi mới (Original Format with 14 questions) tương tự như format gốc, chỉ khác là NCC sẽ trả lời 14 câu hỏi. Trả lời đúng tất cả các câu hỏi, NCC coi như "chiến thắng" toàn bộ trò chơi và sẽ ra về với số tiền tối đa $ 1,000,000.

### Thang tiền thưởng
| Câu hỏi | Tiền thưởng          | Tiền thưởng | Tiền thưởng | Tiền thưởng | Tiền thưởng |
| Câu hỏi | 1999–2004; 2020– nay | 2004–09     | 2009–10     | 2010–15 | 2015–2019   |
| ------- | -------------------- | ----------- | ----------- | --- | ----------- |
| 1       | $ 100                | $ 100       | $500        | Ngẫu nhiên nhưng là một trong các giá trị sau: $ 500 $ 1,000 $ 2,000 $ 3,000 $ 5,000 $ 7,000 $ 10,000 $ 15,000 $ 25,000 $ 50,000 | $ 500       |
| 2       | $ 200                | $ 200       | $1,000      | Ngẫu nhiên nhưng là một trong các giá trị sau: $ 500 $ 1,000 $ 2,000 $ 3,000 $ 5,000 $ 7,000 $ 10,000 $ 15,000 $ 25,000 $ 50,000 | $ 1,000     |
| 3       | $ 300                | $ 300       | $2,000      | Ngẫu nhiên nhưng là một trong các giá trị sau: $ 500 $ 1,000 $ 2,000 $ 3,000 $ 5,000 $ 7,000 $ 10,000 $ 15,000 $ 25,000 $ 50,000 | $ 2,000     |
| 4       | $ 500                | $ 500       | $3,000      | Ngẫu nhiên nhưng là một trong các giá trị sau: $ 500 $ 1,000 $ 2,000 $ 3,000 $ 5,000 $ 7,000 $ 10,000 $ 15,000 $ 25,000 $ 50,000 | $ 3,000     |
| 5       | $ 1,000              | $ 1,000     | $5,000      | Ngẫu nhiên nhưng là một trong các giá trị sau: $ 500 $ 1,000 $ 2,000 $ 3,000 $ 5,000 $ 7,000 $ 10,000 $ 15,000 $ 25,000 $ 50,000 | $ 5,000     |
| 6       | $ 2,000              | $ 2,000     | $7,500      | Ngẫu nhiên nhưng là một trong các giá trị sau: $ 500 $ 1,000 $ 2,000 $ 3,000 $ 5,000 $ 7,000 $ 10,000 $ 15,000 $ 25,000 $ 50,000 | $ 7,000     |
| 7       | $ 4,000              | $ 4,000     | $10,000     | Ngẫu nhiên nhưng là một trong các giá trị sau: $ 500 $ 1,000 $ 2,000 $ 3,000 $ 5,000 $ 7,000 $ 10,000 $ 15,000 $ 25,000 $ 50,000 | $ 10,000    |
| 8       | $ 8,000              | $ 8,000     | $12,500     | Ngẫu nhiên nhưng là một trong các giá trị sau: $ 500 $ 1,000 $ 2,000 $ 3,000 $ 5,000 $ 7,000 $ 10,000 $ 15,000 $ 25,000 $ 50,000 | $ 20,000    |
| 9       | $ 16,000             | $ 16,000    | $15,000     | Ngẫu nhiên nhưng là một trong các giá trị sau: $ 500 $ 1,000 $ 2,000 $ 3,000 $ 5,000 $ 7,000 $ 10,000 $ 15,000 $ 25,000 $ 50,000 | $ 30,000    |
| 10      | $ 32,000             | $ 25,000    | $ 25,000    | Ngẫu nhiên nhưng là một trong các giá trị sau: $ 500 $ 1,000 $ 2,000 $ 3,000 $ 5,000 $ 7,000 $ 10,000 $ 15,000 $ 25,000 $ 50,000 | $ 50,000    |
| 11      | $ 64,000             | $ 50,000    | $ 50,000    | $ 100,000 | $ 100,000   |
| 12      | $ 125,000            | $ 100,000   | $ 100,000   | $ 250,000 | $ 250,000   |
| 13      | $ 250,000            | $ 250,000   | $ 250,000   | $ 500,000 | $ 500,000   |
| 14      | $ 500,000            | $ 500,000   | $ 500,000   | $ 1,000,000 | $ 1,000,000 |
| 15      | $ 1,000,000          | $ 1,000,000 | $ 1,000,000 | |             |

## Các quyền trợ giúp

### Hiện tại
- 50:50: Máy tính sẽ loại bỏ hai phương án sai.
- Phone a Friend (Gọi điện thoại cho người thân): Người chơi liên lạc tới một trong số các số điện thoại đã đăng ký với chương trình từ trước lúc bắt đầu, và hỏi ý kiến của người ở đầu dây bên kia trong khoảng thời gian quy định là 30 giây. Từ chương trình ngày 11 tháng 1 năm 2010, sự trợ giúp này đã bị loại bỏ sau khi nhận thấy rằng hầu hết những người quen trợ giúp cho NCC đều sử dụng các công cụ tìm kiếm trên Internet như Google hay Bing để tư vấn đáp án, gây nên sự không công bằng đối với những ai không có điều kiện sở hữu công cụ tìm kiếm thông tin hay có sở hữu nhưng không có mặt ở nơi đặt các máy, công cụ tìm kiếm ấy, khiến cho tinh thần may mắn, "vui là chính" bị mất đi dù không đảm bảo rằng có thể sử dụng những công cụ ấy để tìm kịp kết quả đúng do thời gian tư vấn chỉ có 30 giây[23]. Để thuận lợi cho việc kết nối điện thoại, Ban Tổ chức (BTC) đôi khi giao cho các hãng cung ứng dịch vụ di động chịu trách nhiệm (các hãng này được đề cập trong danh sách các nhà tài trợ cho chương trình). Nhà mạng AT&T đã thực hiện các cuộc gọi trợ giúp này từ những chương trình đầu tiên, sau đó bị gián đoạn do gặp các vấn đề về tài chính. Sau khi thay đổi toàn bộ nhân sự và hệ thống, AT&T tiếp tục chịu trách nhiệm thực hiện các cuộc điện thoại từ năm 2009.
- Ask the Host (Hỏi người dẫn chương trình): Người chơi chính yêu cầu dẫn chương trình xem câu trả lời mà họ nghĩ là đúng trước khi thí sinh đưa ra câu trả lời cuối cùng.
- Plus One (Cộng Một ("+1")): Người chơi được thảo luận với người thân trong câu hỏi (không giới hạn thời gian, có thể dùng trợ giúp khác hoặc dừng cuộc chơi). Trong 10 câu hỏi đầu, người thân có thể trợ giúp cho người chơi mà không có điều kiện gì thêm (từ câu 11, người chơi phải đổi một quyền trợ giúp để nhận được sự trợ giúp từ người thân và chỉ đổi 1 lần). Quyền này được đổi tên thành Ask the Guest từ 2020, nhưng nội dung vẫn như cũ. Người chơi sẽ ngồi ở vị trí tương ứng với hàng ghế của người chơi Fastest Finger First.

### Trước đây
- Switch the Question (Đổi câu hỏi, 2004–2008): Máy tính sẽ loại bỏ câu hỏi hiện tại và thay thế bằng một câu hỏi khác. Người chơi nhận được quyền này sau khi trả lời được 10 câu hỏi
- Double Dip (Trả lời hai lần, 2004 và 2008–2010): Người chơi có thể trả lời hai lần cho một câu hỏi. Nếu lần đầu trả lời sai, họ được tiếp tục suy nghĩ và trả lời lại. Chọn quyền trợ giúp này, người chơi không được dừng cuộc chơi và dùng các quyền trợ giúp khác trong khi đang sử dụng quyền trợ giúp này.
- Three Wise Men (2004): Được sử dụng trong Super Millionaire, quyền này cho phép thí sinh nhận trợ giúp trong 30 giây từ một nhóm gồm ba chuyên gia, bị cô lập ở hậu trường và chỉ nhìn thấy câu hỏi khi họ được yêu cầu.
- Ask the Expert (Hỏi chuyên gia, 2008–2010): Thí sinh được kết nối với một chuyên gia thông qua một cuộc gọi video, và cả hai có thể thảo luận về câu hỏi không giới hạn thời gian.
- Jump the Question (Nhảy câu hỏi, 2010–2015): Quyền trợ giúp này cho phép thí sinh bỏ qua câu hỏi hiện tại, nhưng không thay dổi giá trị của "Tài khoản". Nó có thể được sử dụng hai lần từ 2010-2014, một lần từ 2014-2015.
- Crystal Ball: Quả cầu pha lê (2012–2015): Xuất hiện vào những dịp Halloween hằng năm. Quyền trợ giúp này được sử dụng trong vòng 1 phiên bản Trộn, cho phép thí sinh xem giá trị của câu hỏi hiện tại trước khi trả lời hoặc nhảy câu hỏi.
- Ask the Audience (Hỏi ý kiến khán giả) (tạm thời): Mỗi khán giả trong trường quay đều được gắn máy khảo sát để đưa ra phương án mình chọn. Khi chọn sự trợ giúp này, người chơi sẽ nhận được kết quả trợ giúp dưới dạng biểu đồ phần trăm số khán giả lựa chọn từng phương án. NCC sẽ dựa vào kết quả này để suy nghĩ trả lời cho câu hỏi. Vào khoảng năm 2004, các khán giả xem chương trình qua vô tuyến cũng có cơ hội trợ giúp cho NCC trong sự trợ giúp này bằng những cú pháp nhắn tin qua điện thoại hay trên vi tính. Việc này do nhà mạng AOL chịu trách nhiệm thực hiện.[24] Trong lần trở lại của chương trình vào năm 2020, do lo ngại về đại dịch COVID-19 tại Hoa Kỳ nên các số phát sóng được ghi hình tại trường quay không có khán giả, và quyền trợ giúp này đã được thay thế bởi Ask the Host.

## Triệu phú
Trong suốt lịch sử của chương trình, trong số mười bốn người chiến thắng một triệu đô la Mỹ, có mười ba người trả lời đúng câu hỏi cuối cùng và ra về với giải thưởng cao nhất:
- John Carpenter - Trở thành người đoạt giải cao nhất trong lịch sử của chương trình và là người đầu tiên chiến thắng câu cuối cùng trên toàn thế giới vào ngày 19 tháng 11 năm 1999.
- Dan Blonsky - 18 tháng 1 năm 2000.
- Joe Trela - 23 tháng 3 năm 2000.
- Bob House - 13 tháng 6 năm 2000.
- Kim Hunt - 6 tháng 7 năm 2000.
- David Goodman - 11 tháng 7 năm 2000.
- Kevin Olmstead - Đạt giải cao nhất vào ngày 10 tháng 4 năm 2001; tuy nhiên, do giải độc đắc được ấn định tăng thêm 10.000 đô la mỗi tập, anh đã giành được 2.180.000 đô la, giúp anh trở thành người chiến thắng với giải thưởng lớn nhất trong lịch sử truyền hình vào thời điểm đó.
- Bernie Cullen - 15 tháng 4 năm 2001.
- Ed Toutant - Giành vào ngày 7 tháng 9 năm 2001. Trong lần đầu tham gia ngày 31 tháng 1 năm 2001, khi giải độc đắc ở mức 1.860.000 đô la, anh đã bị loại sau khi trả lời sai câu hỏi 16.000 đô la của mình. Tuy nhiên, chương trình xác định có lỗi trong câu hỏi nên anh đã được mời lại và trúng giải độc đắc như lúc đó.
- Kevin Smith - Triệu phú trong phiên bản phân phối đầu tiên, giành giải cao nhất vào ngày 18 tháng 2 năm 2003.
- Nancy Christy - 8 tháng 5 năm 2003. Christy là thí sinh nữ duy nhất đoạt giải cao nhất.
- Robert Essig - đã trả lời đúng 12 câu hỏi trên Siêu triệu phú ngày 23/02/2004.
- Sam Murray - Là người duy nhất trả lời chính xác câu hỏi 1.000.000 đô la của mình trong Million Dollar Tournament of Ten vào ngày 11 tháng 11 năm 2009.
- David Chang - Trở thành người chiến thắng giải thưởng cao nhất đầu tiên trong lần tái sinh và là người nổi tiếng đầu tiên giành được giải thưởng cao nhất vào ngày 29 tháng 11 năm 2020.

## Các biến thể

### Album
Who Wants to Be a Millionaire: The Album (Celador Records), của Keith Strachan và Matthew Strachan và các nghệ sĩ khác, được phát hành ngày 1 tháng 8 năm 2000, bao gồm các bài hát dựa trên chương trình.

### Khu vui chơi

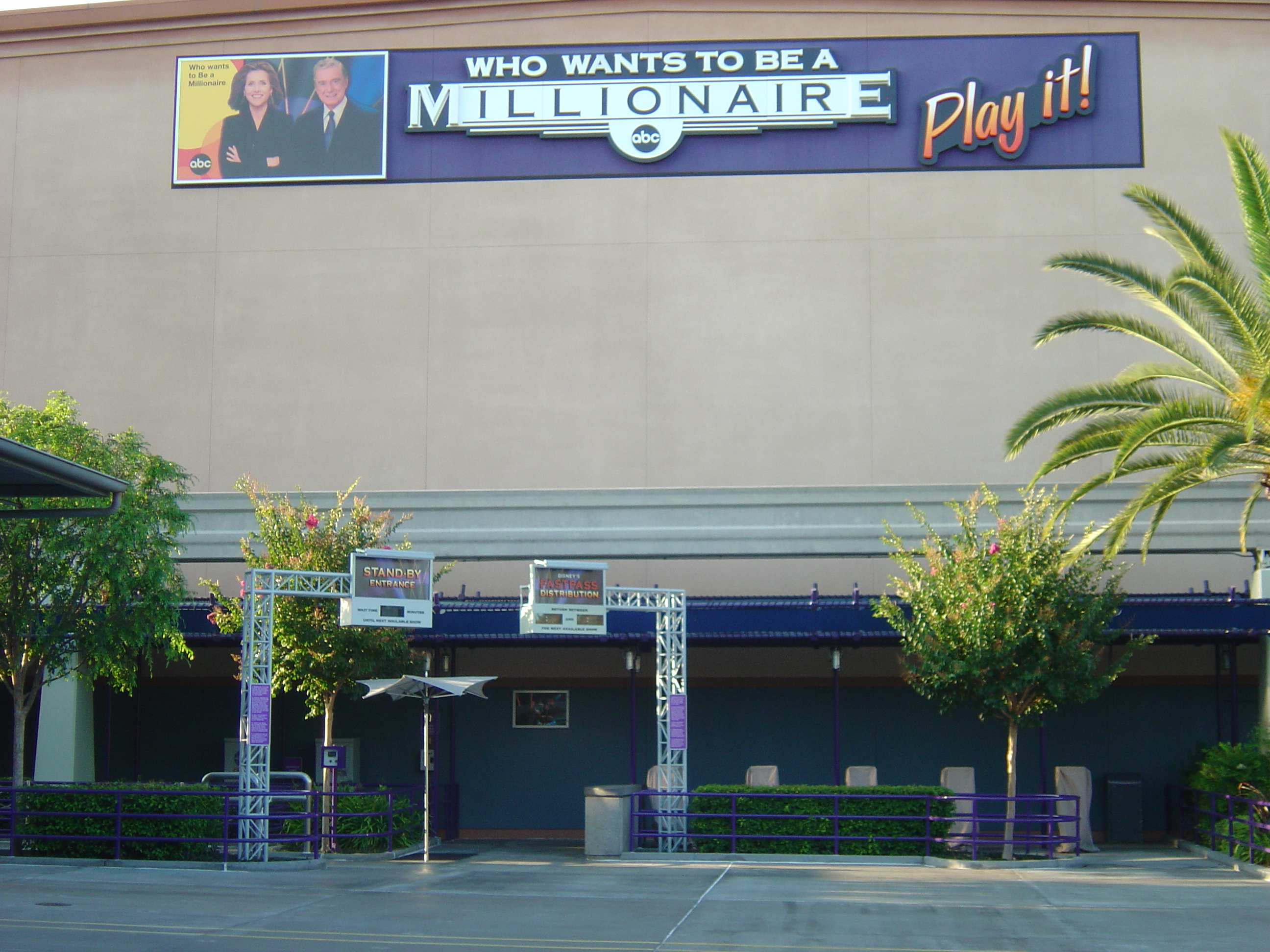

Một khu trò chơi lấy bối cảnh chương trình là Who Wants to Be a Millionaire – Play It! (Ai Muốn Được Trở Thành Triệu Phú – Cứ Chơi Đi!), được đặt tại Disney-MGM Studios (nay là Disney's Hollywood Studios) trong khuôn viên Walt Disney World Resort, Orlando, Florida và tại Disney California Adventure Park ở Anaheim, California. Cả hai khu trò chơi này đều được mở cửa cho công chúng vào năm 2001. Không lâu sau đó, khu trò chơi ở California bị đóng cửa và dỡ bỏ vào năm 2004, và khu trò chơi ở Florida cũng chỉ tồn tại đến năm 2006 thì bị đóng cửa và dỡ bỏ để xây dựng một khu trò chơi thay thế dựa trên bộ phim hoạt hình điện ảnh nổi tiếng Toy Story.
Các du khách tham gia vào khu trò chơi sẽ được hóa thân thành người chơi và sẽ tham gia vào một chương trình phát sóng ảo y hệt như chương trình phát sóng trên truyền hình thật. Chỉ khác là, trong phần thi của NCC, các câu hỏi sẽ bị giới hạn thời gian suy nghĩ trả lời; giá trị tiền thưởng ở mỗi câu chỉ là ảo; quyền trợ giúp "Gọi điện thoại cho người thân" sẽ được thay thế bằng quyền trợ giúp "Gọi điện thoại cho người lạ", theo đó NCC sẽ được kết nối với một nhân viên của khu trò chơi và người này sẽ tìm một người nào đó bất kỳ và nhờ họ tư vấn đáp án; kết thúc trò chơi, người chơi có thể nhận được các phần thưởng ngẫu nhiên khác nhau từ hàng lưu niệm cho đến một chuyến đi trên du thuyền hạng sang của hãng tàu Disney Cruise Line.